# Coppa dell'Imperatrice 2013 (pallavolo)
La Coppa dell'Imperatrice 2013 si è svolta dall'11 al 15 dicembre 2013: al torneo hanno partecipato 24 squadre di club giapponesi e la vittoria finale è andata per la terza volta, la seconda consecutiva, alle Hisamitsu Springs.	

## Regolamento
La competizione prevede che vi prendano parte 24 squadre. Sono previsti due fasi: nella prima si svolgono i primi due turni preliminari ed i quarti di finale, nella seconda si svolge la final 4. I club provenienti dalla V.Premier League scendono in campo solo da secondo turno.	

## Partecipanti
| - Ageo Medics - Aoyama Gakuin Daigaku - Asa Hikawa Jitsugyo - Denso Airybees - Chukyo Daigaku - Fukuoka Daigaku - Hisamitsu Springs - Hitachi Rivale | - JT Marvelous - Kanoya Taiiku Daigaku - Kitakyūshū - Kobe Shinwa Joshi Daigaku - Kurobe AquaFairies - NEC Red Rockets - Hiroshima Oilers - Okayama Seagulls | - PFU BlueCats - Pioneer Red Wings - Ryukoku Daigaku - Sendai Belle Fille - Shoin Daigaku - Takamatsu Shōgyō - Toray Arrows - Toyota Queenseis |

## Torneo

### Primo turno
| 11 dicembre 2013 Tokyo Metropolitan Gymnasium, Tokyo Durata: ? - Spettatori: ? | Kurobe AquaFairies        | 1 - 3 | Shoin Daigaku         | 21-25, 16-25, 25-23, 19-25        |
| 11 dicembre 2013 Tokyo Metropolitan Gymnasium, Tokyo Durata: ? - Spettatori: ? | Kobe Shinwa Joshi Daigaku | 2 - 3 | Kitakyūshū            | 22-25, 21-25, 25-22, 32-30, 18-20 |
| 11 dicembre 2013 Tokyo Metropolitan Gymnasium, Tokyo Durata: ? - Spettatori: ? | Sendai Belle Fille        | 3 - 2 | Fukuoka Daigaku       | 20-25, 26-24, 25-20, 19-25, 18-16 |
| 11 dicembre 2013 Tokyo Metropolitan Gymnasium, Tokyo Durata: ? - Spettatori: ? | Takamatsu Shōgyō          | 0 - 3 | Ryukoku Daigaku       | 22-25, 23-25, 9-25                |
| 11 dicembre 2013 Tokyo Metropolitan Gymnasium, Tokyo Durata: ? - Spettatori: ? | PFU BlueCats              | 2 - 3 | Kanoya Taiiku Daigaku | 14-25, 23-25, 25-23, 25-22, 12-15 |
| 11 dicembre 2013 Tokyo Metropolitan Gymnasium, Tokyo Durata: ? - Spettatori: ? | Denso Airybees            | 3 - 0 | Asa Hikawa Jitsugyo   | 25-11, 25-8, 25-19                |
| 11 dicembre 2013 Tokyo Metropolitan Gymnasium, Tokyo Durata: ? - Spettatori: ? | Aoyama Gakuin Daigaku     | 1 - 3 | Hiroshima Oilers      | 23-25, 25-23, 15-25, 21-25        |
| 11 dicembre 2013 Tokyo Metropolitan Gymnasium, Tokyo Durata: ? - Spettatori: ? | Ageo Medics               | 3 - 2 | Chukyo Daigaku        | 25-19, 23-25, 25-12, 23-25, 15-10 |

### Secondo turno
| 12 dicembre 2013 Tokyo Metropolitan Gymnasium, Tokyo Durata: ? - Spettatori: ? | Hisamitsu Springs | 3 - 0 | Shoin Daigaku         | 25-23, 25-15, 25-15               |
| 12 dicembre 2013 Tokyo Metropolitan Gymnasium, Tokyo Durata: ? - Spettatori: ? | Hitachi Rivale    | 3 - 0 | Kitakyūshū            | 25-15, 25-16, 25-12               |
| 12 dicembre 2013 Tokyo Metropolitan Gymnasium, Tokyo Durata: ? - Spettatori: ? | Toyota Queenseis  | 3 - 0 | Sendai Belle Fille    | 25-23, 25-23, 25-16               |
| 12 dicembre 2013 Tokyo Metropolitan Gymnasium, Tokyo Durata: ? - Spettatori: ? | NEC Red Rockets   | 3 - 0 | Ryukoku Daigaku       | 25-22, 28-26, 25-14               |
| 12 dicembre 2013 Tokyo Metropolitan Gymnasium, Tokyo Durata: ? - Spettatori: ? | Okayama Seagulls  | 3 - 1 | Kanoya Taiiku Daigaku | 19-25, 25-20, 25-22, 25-20        |
| 12 dicembre 2013 Tokyo Metropolitan Gymnasium, Tokyo Durata: ? - Spettatori: ? | JT Marvelous      | 3 - 2 | Denso Airybees        | 22-25, 25-18, 19-25, 25-20, 15-12 |
| 12 dicembre 2013 Tokyo Metropolitan Gymnasium, Tokyo Durata: ? - Spettatori: ? | Pioneer Red Wings | 3 - 1 | Hiroshima Oilers      | 25-20, 25-18, 21-25, 25-14        |
| 12 dicembre 2013 Tokyo Metropolitan Gymnasium, Tokyo Durata: ? - Spettatori: ? | Toray Arrows      | 3 - 1 | Ageo Medics           | 25-23, 25-15, 22-25, 25-15        |

### Quarti di finale
| 13 dicembre 2013 Tokyo Metropolitan Gymnasium, Tokyo Durata: ? - Spettatori: ? | Hisamitsu Springs | 3 - 1 | Hitachi Rivale  | 25-22, 25-15, 23-25, 33-31        |
| 13 dicembre 2013 Tokyo Metropolitan Gymnasium, Tokyo Durata: ? - Spettatori: ? | Toyota Queenseis  | 0 - 3 | NEC Red Rockets | 20-25, 16-25, 11-25               |
| 13 dicembre 2013 Tokyo Metropolitan Gymnasium, Tokyo Durata: ? - Spettatori: ? | Okayama Seagulls  | 3 - 0 | JT Marvelous    | 25-18, 25-18, 26-24               |
| 13 dicembre 2013 Tokyo Metropolitan Gymnasium, Tokyo Durata: ? - Spettatori: ? | Pioneer Red Wings | 2 - 3 | Toray Arrows    | 25-17, 25-22, 23-25, 20-25, 14-16 |

### Semifinali
| 14 dicembre 2013 Tokyo Metropolitan Gymnasium, Tokyo Durata: ? - Spettatori: 1.500 | Hisamitsu Springs | 3 - 0 | NEC Red Rockets | 25-20, 25-17, 27-25              |
| 14 dicembre 2013 Tokyo Metropolitan Gymnasium, Tokyo Durata: ? - Spettatori: 2.100 | Okayama Seagulls  | 3 - 2 | Toray Arrows    | 22-25, 21-25, 26-24, 25-11, 15-4 |

### Finale
| 15 dicembre 2013 Tokyo Metropolitan Gymnasium, Tokyo Durata: ? - Spettatori: 1.700 | Hisamitsu Springs | 3 - 0 | Okayama Seagulls | 25-22, 26-24, 25-16 |